# Ziminskij rajon
Lo Ziminskij rajon (in russo Зиминский район?) è un rajon dell'Oblast' di Irkutsk, nella Russia asiatica; il capoluogo è Zima. Istituito il 14 febbraio 1923, ricopre una superficie di 7.000 chilometri quadrati e ospita una popolazione di circa 15.000 abitanti.